# Motorrad-Weltmeisterschaft 2022
Die Motorrad-Weltmeisterschaft 2022 war die 74. Saison in der Geschichte der FIM-Motorrad-Straßenweltmeisterschaft.

## Punkteverteilung
Weltmeister wird derjenige Fahrer beziehungsweise der Hersteller, der bis zum Saisonende die meisten Punkte in der Weltmeisterschaft angesammelt hat. Bei der Punkteverteilung werden die Platzierungen im Gesamtergebnis des jeweiligen Rennens berücksichtigt. Die fünfzehn erstplatzierten Fahrer jedes Rennens erhalten Punkte nach folgendem Schema:
| Punkteverteilung | Punkteverteilung | Punkteverteilung | Punkteverteilung | Punkteverteilung | Punkteverteilung | Punkteverteilung | Punkteverteilung | Punkteverteilung | Punkteverteilung | Punkteverteilung | Punkteverteilung | Punkteverteilung | Punkteverteilung | Punkteverteilung | Punkteverteilung |
| ---------------- | ---------------- | ---------------- | ---------------- | ---------------- | ---------------- | ---------------- | ---------------- | ---------------- | ---------------- | ---------------- | ---------------- | ---------------- | ---------------- | ---------------- | ---------------- |
| Platz            | 1                | 2                | 3                | 4                | 5                | 6                | 7                | 8                | 9                | 10               | 11               | 12               | 13               | 14               | 15               |
| Punkte           | 25               | 20               | 16               | 13               | 11               | 10               | 9                | 8                | 7                | 6                | 5                | 4                | 3                | 2                | 1                |

In die Wertung kommen alle erzielten Resultate.

## Rennkalender
Die Saison begann am 6. März 2022 mit dem Großen Preis von Katar und endete am 6. November 2022 nach 20 Rennen mit dem Großen Preis von Valencia.
| #  | Datum         | Rennen                          | Strecke                                                      | Streckenlayout |
| -- | ------------- | ------------------------------- | ------------------------------------------------------------ | -------------- |
| 1  | 6. März       | Großer Preis von Katar          | Losail International Circuit (Doha)                          |                |
| 2  | 20. März      | Großer Preis von Indonesien     | Mandalika International Street Circuit (Lombok)              |                |
| 3  | 3. April      | Großer Preis von Argentinien    | Autódromo Termas de Río Hondo (Termas de Río Hondo)          |                |
| 4  | 10. April     | Grand Prix of The Americas      | Circuit of The Americas (Austin)                             |                |
| 5  | 24. April     | Großer Preis von Portugal       | Autódromo Internacional do Algarve (Portimão)                |                |
| 6  | 1. Mai        | Großer Preis von Spanien        | Circuito de Jerez (Jerez de la Frontera)                     |                |
| 7  | 15. Mai       | Großer Preis von Frankreich     | Circuit Bugatti (Le Mans)                                    |                |
| 8  | 29. Mai       | Großer Preis von Italien        | Autodromo Internazionale del Mugello (Scarperia e San Piero) |                |
| 9  | 5. Juni       | Großer Preis von Katalonien     | Circuit de Barcelona-Catalunya (Montmeló)                    |                |
| 10 | 19. Juni      | Großer Preis von Deutschland    | Sachsenring (Hohenstein-Ernstthal)                           |                |
| 11 | 26. Juni      | Dutch TT                        | TT Circuit Assen (Assen)                                     |                |
| 12 | 7. August     | Großer Preis von Großbritannien | Silverstone Circuit (Silverstone)                            |                |
| 13 | 21. August    | Großer Preis von Österreich     | Red Bull Ring (Spielberg)                                    |                |
| 14 | 4. September  | Großer Preis von San Marino     | Misano World Circuit Marco Simoncelli (Misano Adriatico)     |                |
| 15 | 18. September | Großer Preis von Aragonien      | Motorland Aragón (Alcañiz)                                   |                |
| 16 | 25. September | Großer Preis von Japan          | Twin Ring Motegi (Motegi)                                    |                |
| 17 | 2. Oktober    | Großer Preis von Thailand       | Chang International Circuit (Buri Ram)                       |                |
| 18 | 16. Oktober   | Großer Preis von Australien     | Phillip Island Circuit (Phillip Island)                      |                |
| 19 | 23. Oktober   | Großer Preis von Malaysia       | Sepang International Circuit (Sepang)                        |                |
| 20 | 6. November   | Großer Preis von Valencia       | Circuit Ricardo Tormo (Valencia)                             |                |

## MotoGP-Klasse
In der MotoGP sind 12 Teams und 24 Fahrer gemeldet.

### Teams und Fahrer
| Team                                 | Hersteller | Maschine         | Nr. | Fahrer                | Läufe           |
| ------------------------------------ | ---------- | ---------------- | --- | --------------------- | --------------- |
| Aprilia Racing                       | Aprilia    | RS-GP            | 12  | Maverick Viñales      | alle            |
| Aprilia Racing                       | Aprilia    | RS-GP            | 32  | Lorenzo Savadori      | 5–6, 8, 11      |
| Aprilia Racing                       | Aprilia    | RS-GP            | 41  | Aleix Espargaró       | alle            |
| Ducati Lenovo Team                   | Ducati     | Desmosedici GP22 | 43  | Jack Miller           | alle            |
| Ducati Lenovo Team                   | Ducati     | Desmosedici GP22 | 63  | Francesco Bagnaia     | alle            |
| Aruba.it Racing                      | Ducati     | Desmosedici GP22 | 51  | Michele Pirro         | 8–9             |
| Gresini Racing MotoGP                | Ducati     | Desmosedici GP21 | 23  | Enea Bastianini       | alle            |
| Gresini Racing MotoGP                | Ducati     | Desmosedici GP21 | 49  | Fabio Di Giannantonio | alle            |
| Pramac Racing                        | Ducati     | Desmosedici GP22 | 5   | Johann Zarco          | alle            |
| Pramac Racing                        | Ducati     | Desmosedici GP22 | 89  | Jorge Martín          | alle            |
| Mooney VR46 Racing Team              | Ducati     | Desmosedici GP22 | 10  | Luca Marini           | alle            |
| Mooney VR46 Racing Team              | Ducati     | Desmosedici GP21 | 72  | Marco Bezzecchi       | alle            |
| LCR Honda Idemitsu LCR Honda Castrol | Honda      | RC213V           | 30  | Takaaki Nakagami      | 1–16, 20        |
| LCR Honda Idemitsu LCR Honda Castrol | Honda      | RC213V           | 45  | Tetsuta Nagashima     | 17–19           |
| LCR Honda Idemitsu LCR Honda Castrol | Honda      | RC213V           | 73  | Álex Márquez          | alle            |
| Repsol Honda Team                    | Honda      | RC213V           | 6   | Stefan Bradl          | 3, 9–14         |
| Repsol Honda Team                    | Honda      | RC213V           | 44  | Pol Espargaró         | alle            |
| Repsol Honda Team                    | Honda      | RC213V           | 93  | Marc Márquez          | 1–2, 4–8, 15–20 |
| Team HRC                             | Honda      | RC213V           | 6   | Stefan Bradl          | 6               |
| Team HRC                             | Honda      | RC213V           | 45  | Tetsuta Nagashima     | 16              |
| Red Bull KTM Factory Racing          | KTM        | RC16             | 33  | Brad Binder           | alle            |
| Red Bull KTM Factory Racing          | KTM        | RC16             | 88  | Miguel Oliveira       | alle            |
| Tech3 KTM Factory Racing             | KTM        | RC16             | 25  | Raúl Fernández        | alle            |
| Tech3 KTM Factory Racing             | KTM        | RC16             | 87  | Remy Gardner          | alle            |
| Team Suzuki Ecstar                   | Suzuki     | GSX-RR           | 9   | Danilo Petrucci       | 17              |
| Team Suzuki Ecstar                   | Suzuki     | GSX-RR           | 36  | Joan Mir              | 1–13, 18–20     |
| Team Suzuki Ecstar                   | Suzuki     | GSX-RR           | 85  | Takuya Tsuda          | 16              |
| Team Suzuki Ecstar                   | Suzuki     | GSX-RR           | 92  | Kazuki Watanabe       | 14              |
| Team Suzuki Ecstar                   | Suzuki     | GSX-RR           | 42  | Álex Rins             | alle            |
| Monster Energy Yamaha MotoGP         | Yamaha     | YZR-M1           | 20  | Fabio Quartararo      | alle            |
| Monster Energy Yamaha MotoGP         | Yamaha     | YZR-M1           | 21  | Franco Morbidelli     | alle            |
| WithU Yamaha RNF MotoGP Team         | Yamaha     | YZR-M1           | 04  | Andrea Dovizioso      | 1–14            |
| WithU Yamaha RNF MotoGP Team         | Yamaha     | YZR-M1           | 35  | Cal Crutchlow         | 15–20           |
| WithU Yamaha RNF MotoGP Team         | Yamaha     | YZR-M1           | 40  | Darryn Binder         | alle            |

| Legende         |
| --------------- |
| Stammfahrer     |
| Wildcard-Fahrer |
| Ersatzfahrer    |

### Rennergebnisse
| #  | Datum  | Rennen                | Strecke              | Platz 1           | Platz 2           | Platz 3           | Pole-Position         | Schn. Rennrunde   | Gesamtführung     | Gesamtführung                | Gesamtführung |
| #  | Datum  | Rennen                | Strecke              | Platz 1           | Platz 2           | Platz 3           | Pole-Position         | Schn. Rennrunde   | Fahrer            | Team                         | Konstrukteur  |
| -- | ------ | --------------------- | -------------------- | ----------------- | ----------------- | ----------------- | --------------------- | ----------------- | ----------------- | ---------------------------- | ------------- |
| 1  | 06.03. | GP von Katar          | Doha                 | Enea Bastianini   | Brad Binder       | Pol Espargaró     | Jorge Martín          | Enea Bastianini   | Enea Bastianini   | Repsol Honda Team            | Ducati        |
| 2  | 20.03. | GP von Indonesien     | Lombok               | Miguel Oliveira   | Fabio Quartararo  | Johann Zarco      | Fabio Quartararo      | Fabio Quartararo  | Enea Bastianini   | Red Bull KTM Factory Racing  | KTM           |
| 3  | 03.04. | GP von Argentinien    | Termas de Río Hondo  | Aleix Espargaró   | Jorge Martín      | Álex Rins         | Aleix Espargaró       | Aleix Espargaró   | Aleix Espargaró   | Team Suzuki Ecstar           | Ducati        |
| 4  | 10.04. | GP of The Americas    | Austin               | Enea Bastianini   | Álex Rins         | Jack Miller       | Jorge Martín          | Enea Bastianini   | Enea Bastianini   | Team Suzuki Ecstar           | Ducati        |
| 5  | 24.04. | GP von Portugal       | Portimão             | Fabio Quartararo  | Johann Zarco      | Aleix Espargaró   | Johann Zarco          | Fabio Quartararo  | Fabio Quartararo  | Team Suzuki Ecstar           | Ducati        |
| 6  | 01.05. | GP von Spanien        | Jerez de la Frontera | Francesco Bagnaia | Fabio Quartararo  | Aleix Espargaró   | Francesco Bagnaia     | Francesco Bagnaia | Fabio Quartararo  | Team Suzuki Ecstar           | Ducati        |
| 7  | 15.05. | GP von Frankreich     | Le Mans              | Enea Bastianini   | Jack Miller       | Aleix Espargaró   | Francesco Bagnaia     | Francesco Bagnaia | Fabio Quartararo  | Aprilia Racing Factory Team  | Ducati        |
| 8  | 29.05. | GP von Italien        | Mugello              | Francesco Bagnaia | Fabio Quartararo  | Aleix Espargaró   | Fabio di Giannantonio | Francesco Bagnaia | Fabio Quartararo  | Aprilia Racing Factory Team  | Ducati        |
| 9  | 05.06. | GP von Katalonien     | Montmeló             | Fabio Quartararo  | Jorge Martín      | Johann Zarco      | Aleix Espargaró       | Fabio Quartararo  | Fabio Quartararo  | Aprilia Racing Factory Team  | Ducati        |
| 10 | 19.06. | GP von Deutschland    | Hohenstein-Ernstthal | Fabio Quartararo  | Johann Zarco      | Jack Miller       | Francesco Bagnaia     | Fabio Quartararo  | Fabio Quartararo  | Monster Energy Yamaha MotoGP | Ducati        |
| 11 | 26.06. | Dutch TT              | Assen                | Francesco Bagnaia | Marco Bezzecchi   | Maverick Viñales  | Francesco Bagnaia     | Aleix Espargaró   | Fabio Quartararo  | Aprilia Racing Factory Team  | Ducati        |
| 12 | 07.08. | GP von Großbritannien | Silverstone          | Francesco Bagnaia | Maverick Viñales  | Jack Miller       | Johann Zarco          | Álex Rins         | Fabio Quartararo  | Aprilia Racing Factory Team  | Ducati        |
| 13 | 21.08. | GP von Österreich     | Spielberg            | Francesco Bagnaia | Fabio Quartararo  | Jack Miller       | Enea Bastianini       | Jorge Martín      | Fabio Quartararo  | Ducati Lenovo Team           | Ducati        |
| 14 | 04.09. | GP von San Marino     | Misano Adriatico     | Francesco Bagnaia | Enea Bastianini   | Maverick Viñales  | Jack Miller           | Enea Bastianini   | Fabio Quartararo  | Ducati Lenovo Team           | Ducati        |
| 15 | 18.09. | GP von Aragonien      | Alcañiz              | Enea Bastianini   | Francesco Bagnaia | Aleix Espargaró   | Francesco Bagnaia     | Luca Marini       | Fabio Quartararo  | Ducati Lenovo Team           | Ducati        |
| 16 | 25.09. | GP von Japan          | Motegi               | Jack Miller       | Brad Binder       | Jorge Martín      | Marc Márquez          | Jack Miller       | Fabio Quartararo  | Ducati Lenovo Team           | Ducati        |
| 17 | 02.10. | GP von Thailand       | Buri Ram             | Miguel Oliveira   | Jack Miller       | Francesco Bagnaia | Marco Bezzecchi       | Johann Zarco      | Fabio Quartararo  | Ducati Lenovo Team           | Ducati        |
| 18 | 16.10. | GP von Australien     | Phillip Island       | Álex Rins         | Marc Márquez      | Francesco Bagnaia | Jorge Martín          | Johann Zarco      | Francesco Bagnaia | Ducati Lenovo Team           | Ducati        |
| 19 | 23.10. | GP von Malaysia       | Sepang               | Francesco Bagnaia | Enea Bastianini   | Fabio Quartararo  | Jorge Martín          | Jorge Martín      | Francesco Bagnaia | Ducati Lenovo Team           | Ducati        |
| 20 | 06.11. | GP von Valencia       | Valencia             | Álex Rins         | Brad Binder       | Jorge Martín      | Jorge Martín          | Brad Binder       | Francesco Bagnaia | Ducati Lenovo Team           | Ducati        |

### Fahrerwertung
| Pos. | Fahrer                | Maschine | QAT | INA | ARG | AME | POR | ESP | FRA | ITA | CAT | DEU | NED | GBR | AUT | SMR | ARA | JPN | THA | AUS | MYS | VAL | Gesamt- punkte |
| ---- | --------------------- | -------- | --- | --- | --- | --- | --- | --- | --- | --- | --- | --- | --- | --- | --- | --- | --- | --- | --- | --- | --- | --- | -------------- |
| 1    | Francesco Bagnaia     | Ducati   | DNF | 15  | 5   | 5   | 8   | 1   | DNF | 1   | DNF | DNF | 1   | 1   | 1   | 1   | 2   | DNF | 3   | 3   | 1   | 9   | 265            |
| 2    | Fabio Quartararo      | Yamaha   | 9   | 2   | 8   | 7   | 1   | 2   | 4   | 2   | 1   | 1   | DNF | 8   | 2   | 5   | DNF | 8   | 17  | DNF | 3   | 4   | 248            |
| 3    | Enea Bastianini       | Ducati   | 1   | 11  | 10  | 1   | DNF | 8   | 1   | DNF | DNF | 10  | 11  | 4   | DNF | 2   | 1   | 9   | 6   | 5   | 2   | 8   | 219            |
| 4    | Aleix Espargaró       | Aprilia  | 4   | 9   | 1   | 11  | 3   | 3   | 3   | 3   | 5   | 4   | 4   | 9   | 6   | 6   | 3   | 16  | 11  | 9   | 10  | DNF | 212            |
| 5    | Jack Miller           | Ducati   | DNF | 4   | 14  | 3   | DNF | 5   | 2   | 15  | 14  | 3   | 6   | 3   | 3   | 18  | 5   | 1   | 2   | DNF | 6   | DNF | 189            |
| 6    | Brad Binder           | KTM      | 2   | 8   | 6   | 12  | DNF | 10  | 8   | 7   | 8   | 7   | 5   | 11  | 7   | 8   | 4   | 2   | 10  | 10  | 8   | 2   | 188            |
| 7    | Álex Rins             | Suzuki   | 7   | 5   | 3   | 2   | 4   | 19  | DNF | DNF | DNF | DNS | 10  | 7   | 8   | 7   | 9   | DNF | 12  | 1   | 5   | 1   | 173            |
| 8    | Johann Zarco          | Ducati   | 8   | 3   | DNF | 9   | 2   | DNF | 5   | 4   | 3   | 2   | 13  | DNF | 5   | DNF | 8   | 11  | 4   | 8   | 9   | DNF | 166            |
| 9    | Jorge Martín          | Ducati   | DNF | DNF | 2   | 8   | DNF | 22  | DNF | 13  | 2   | 6   | 7   | 5   | 10  | 9   | 6   | 3   | 9   | 7   | DNF | 3   | 152            |
| 10   | Miguel Oliveira       | KTM      | DNF | 1   | 13  | 18  | 5   | 12  | DNF | 9   | 9   | 9   | 9   | 6   | 12  | 11  | 11  | 5   | 1   | 12  | 13  | 5   | 149            |
| 11   | Maverick Viñales      | Aprilia  | 12  | 16  | 7   | 10  | 10  | 14  | 10  | 12  | 7   | DNF | 3   | 2   | 13  | 3   | 13  | 7   | 7   | 17  | 16  | DNF | 122            |
| 12   | Luca Marini           | Ducati   | 13  | 14  | 11  | 17  | 12  | 16  | 9   | 6   | 6   | 5   | 17  | 12  | 4   | 4   | 7   | 6   | 23  | 6   | DNF | 7   | 120            |
| 13   | Marc Márquez          | Honda    | 5   | DNS | INJ | 6   | 6   | 4   | 6   | 10  | INJ | INJ | INJ | INJ | INJ | INJ | DNF | 4   | 5   | 2   | 7   | DNF | 113            |
| 14   | Marco Bezzecchi       | Ducati   | DNF | 20  | 9   | DNF | 15  | 9   | 12  | 5   | DNF | 11  | 2   | 10  | 9   | 17  | 10  | 10  | 16  | 4   | 4   | 11  | 111            |
| 15   | Joan Mir              | Suzuki   | 6   | 6   | 4   | 4   | DNF | 6   | DNF | DNF | 4   | DNF | 8   | DNF | DNF | INJ | DNS | INJ | INJ | 18  | 19  | 6   | 87             |
| 16   | Pol Espargaró         | Honda    | 3   | 12  | DNF | 13  | 9   | 11  | 11  | DNF | 17  | DNF | DNS | 14  | 16  | DNF | 15  | 12  | 14  | 11  | 14  | DNF | 56             |
| 17   | Álex Márquez          | Honda    | DNF | 13  | 15  | DNF | 7   | 13  | 14  | 14  | 10  | DNF | 15  | 17  | 14  | 10  | 12  | 13  | 8   | DNF | 17  | 17  | 50             |
| 18   | Takaaki Nakagami      | Honda    | 10  | 19  | 12  | 14  | 16  | 7   | 7   | 8   | DNF | DNF | 12  | 13  | DNF | 15  | DNF | 20  | INJ | INJ | INJ | 14  | 48             |
| 19   | Franco Morbidelli     | Yamaha   | 11  | 7   | DNF | 16  | 13  | 15  | 15  | 17  | 13  | 13  | DNF | 15  | DNF | DNF | 17  | 14  | 13  | DNF | 11  | 10  | 42             |
| 20   | Fabio Di Giannantonio | Ducati   | 17  | 18  | DNF | 21  | DNF | 18  | 13  | 11  | DNF | 8   | 14  | 22  | 11  | 20  | 19  | 17  | 18  | 20  | DNF | 15  | 24             |
| 21   | Andrea Dovizioso      | Yamaha   | 14  | DNF | 20  | 15  | 11  | 17  | 16  | 20  | DNF | 14  | 16  | 16  | 15  | 12  |     |     |     |     |     |     | 15             |
| 22   | Raúl Fernández        | KTM      | 18  | 17  | 16  | 19  | DNS | INJ | DNF | 21  | 15  | 12  | DNF | 21  | 18  | 13  | 20  | 18  | 15  | 16  | 15  | 12  | 14             |
| 23   | Remy Gardner          | KTM      | 15  | 21  | 17  | 20  | 14  | 20  | DNF | 19  | 11  | 15  | 19  | 18  | 20  | 19  | 16  | 19  | DNF | 15  | 18  | 13  | 13             |
| 24   | Darryn Binder         | Yamaha   | 16  | 10  | 18  | 22  | 17  | DNF | 17  | 16  | 12  | DNF | DNF | 20  | DNF | 16  | 18  | DNF | 21  | 14  | DNF | DNF | 12             |
| 25   | Cal Crutchlow         | Yamaha   |     |     |     |     |     |     |     |     |     |     |     |     |     |     | 14  | 15  | 19  | 13  | 12  | 16  | 10             |
| 26   | Stefan Bradl          | Honda    |     |     | 19  |     |     | DNF |     |     | DNF | 16  | 18  | 19  | 17  | 14  |     |     |     |     |     |     | 2              |
| 27   | Michele Pirro         | Ducati   |     |     |     |     |     |     |     | 18  | 16  |     |     |     |     | DNF |     |     |     |     |     |     | 0              |
| 28   | Lorenzo Savadori      | Aprilia  |     |     |     |     | DNF | 21  |     | 22  |     |     | 20  |     | 19  |     |     |     |     |     |     |     | 0              |
| 29   | Tetsuta Nagashima     | Honda    |     |     |     |     |     |     |     |     |     |     |     |     |     |     |     | DNF | 22  | 19  | DNF |     | 0              |
| 30   | Danilo Petrucci       | Suzuki   |     |     |     |     |     |     |     |     |     |     |     |     |     |     |     |     | 20  |     |     |     | 0              |
| 31   | Kazuki Watanabe       | Suzuki   |     |     |     |     |     |     |     |     |     |     |     |     |     | 21  |     |     |     |     |     |     | 0              |
|      | Takuya Tsuda          | Suzuki   |     |     |     |     |     |     |     |     |     |     |     |     |     |     |     | DNF |     |     |     |     | 0              |
| Pos. | Fahrer                | Maschine | QAT | INA | ARG | AME | POR | ESP | FRA | ITA | CAT | DEU | NED | GBR | AUT | SMR | ARA | JPN | THA | AUS | MYS | VAL | Gesamt- punkte |

| Farbe         | Bedeutung                               |
| ------------- | --------------------------------------- |
| Gold          | Sieger                                  |
| Silber        | 2. Platz                                |
| Bronze        | 3. Platz                                |
| Grün          | Platzierung in den Punkten              |
| Blau          | Klassifiziert außerhalb der Punkteränge |
| Violett       | Rennen nicht beendet (DNF)              |
| Violett       | nicht klassifiziert (NC)                |
| Rot           | nicht qualifiziert (DNQ)                |
| Schwarz       | disqualifiziert (DSQ)                   |
| Weiß          | nicht am Start (DNS)                    |
| Weiß          | zurückgezogen (WD)                      |
| Weiß          | Rennen abgesagt (C)                     |
| ohne Farbe    | nicht am Training teilgenommen (DNP)    |
| ohne Farbe    | verletzt oder krank (INJ)               |
| ohne Farbe    | ausgeschlossen (EX)                     |
| ohne Farbe    | nicht erschienen (DNA)                  |
| fett          | Pole-Position                           |
| kursiv        | Schnellste Rennrunde                    |
| unterstrichen | WM-Führung                              |
| hochgestellt  | Platzierung im Sprintrennen             |

### Konstrukteurswertung
| Pos. | Konstrukteur | QAT | INA | ARG | AME | POR | ESP | FRA | ITA | CAT | DEU | NED | GBR | AUT | SMR | ARA | JPN | THA | AUS | MYS | VAL | Gesamt- punkte |
| ---- | ------------ | --- | --- | --- | --- | --- | --- | --- | --- | --- | --- | --- | --- | --- | --- | --- | --- | --- | --- | --- | --- | -------------- |
| 1    | Ducati       | 1   | 3   | 2   | 1   | 2   | 1   | 1   | 1   | 2   | 2   | 1   | 1   | 1   | 1   | 1   | 1   | 2   | 3   | 1   | 3   | 448            |
| 2    | Yamaha       | 9   | 2   | 8   | 7   | 1   | 2   | 4   | 2   | 1   | 1   | 16  | 8   | 2   | 5   | 14  | 8   | 13  | 13  | 3   | 4   | 256            |
| 3    | Aprilia      | 4   | 9   | 1   | 10  | 3   | 3   | 3   | 3   | 5   | 4   | 3   | 2   | 6   | 3   | 3   | 7   | 7   | 9   | 10  | DNF | 248            |
| 4    | KTM          | 2   | 1   | 6   | 12  | 5   | 10  | 8   | 7   | 8   | 7   | 5   | 6   | 7   | 8   | 4   | 2   | 1   | 10  | 8   | 2   | 240            |
| 5    | Suzuki       | 6   | 5   | 3   | 2   | 4   | 6   | DNF | DNF | 4   | DNF | 8   | 7   | 8   | 7   | 9   | DNF | 12  | 1   | 5   | 1   | 199            |
| 6    | Honda        | 3   | 12  | 12  | 6   | 6   | 4   | 6   | 8   | 10  | 16  | 12  | 13  | 14  | 10  | 12  | 4   | 5   | 2   | 7   | 14  | 155            |

### Teamwertung
| Pos. | Team                         | QAT | INA | ARG | AME | POR | ESP | FRA | ITA | CAT | DEU | NED | GBR | AUT | SMR | ARA | JPN | THA | AUS | MYS | VAL | Gesamt- punkte |
| ---- | ---------------------------- | --- | --- | --- | --- | --- | --- | --- | --- | --- | --- | --- | --- | --- | --- | --- | --- | --- | --- | --- | --- | -------------- |
| 1    | Ducati Lenovo Team           | 0   | 14  | 13  | 27  | 8   | 36  | 20  | 26  | 2   | 16  | 35  | 41  | 41  | 25  | 31  | 25  | 36  | 16  | 35  | 7   | 454            |
| 2    | Red Bull KTM Factory Racing  | 20  | 33  | 13  | 4   | 11  | 10  | 8   | 16  | 15  | 16  | 18  | 15  | 13  | 13  | 18  | 31  | 31  | 10  | 11  | 31  | 337            |
| 3    | Aprilia Racing               | 17  | 7   | 34  | 11  | 22  | 18  | 22  | 20  | 20  | 13  | 29  | 27  | 13  | 26  | 19  | 9   | 14  | 7   | 6   | 0   | 334            |
| 4    | Pramac Racing                | 8   | 16  | 20  | 15  | 20  | 0   | 11  | 16  | 36  | 30  | 12  | 11  | 17  | 7   | 18  | 21  | 20  | 17  | 7   | 16  | 318            |
| 5    | Monster Energy Yamaha        | 12  | 29  | 8   | 9   | 28  | 21  | 14  | 20  | 28  | 28  | 0   | 9   | 20  | 11  | 0   | 10  | 3   | 0   | 21  | 19  | 290            |
| 6    | Team Suzuki Ecstar           | 19  | 21  | 29  | 33  | 13  | 10  | 0   | 0   | 13  | 0   | 14  | 9   | 8   | 9   | 7   | 0   | 4   | 25  | 11  | 35  | 260            |
| 7    | Gresini Racing MotoGP        | 25  | 5   | 6   | 25  | 0   | 8   | 28  | 5   | 0   | 14  | 7   | 13  | 5   | 20  | 25  | 7   | 10  | 11  | 20  | 9   | 243            |
| 8    | Mooney VR46 Racing Team      | 3   | 2   | 12  | 0   | 5   | 7   | 11  | 21  | 10  | 16  | 20  | 10  | 20  | 13  | 15  | 16  | 0   | 23  | 13  | 14  | 231            |
| 9    | Repsol Honda Team            | 27  | 4   | 0   | 13  | 17  | 18  | 15  | 6   | 0   | 0   | 0   | 2   | 0   | 2   | 1   | 17  | 13  | 25  | 11  | 0   | 171            |
| 10   | LCR Honda                    | 6   | 3   | 5   | 2   | 9   | 12  | 11  | 10  | 6   | 0   | 5   | 3   | 2   | 7   | 4   | 3   | 8   | 0   | 0   | 2   | 98             |
| 11   | WithU Yamaha RNF MotoGP Team | 2   | 6   | 0   | 1   | 5   | 0   | 0   | 0   | 4   | 2   | 0   | 0   | 1   | 4   | 2   | 1   | 0   | 5   | 4   | 0   | 37             |
| 12   | Tech3 KTM Factory Racing     | 1   | 0   | 0   | 0   | 2   | 0   | 0   | 0   | 6   | 5   | 0   | 0   | 0   | 3   | 0   | 0   | 1   | 1   | 1   | 7   | 27             |

## Moto2-Klasse
Für die Moto2-Klasse sind 15 Teams und 30 Fahrer gemeldet.

### Teams und Fahrer
| Team                         | Hersteller | Maschine | Nr. | Fahrer                  | Läufe              |
| ---------------------------- | ---------- | -------- | --- | ----------------------- | ------------------ |
| Lightech Speed Up            | Boscoscuro | B-21     | 5   | Romano Fenati           | 1–6                |
| Lightech Speed Up            | Boscoscuro | B-21     | 21  | Alonso López            | 7–20               |
| Lightech Speed Up            | Boscoscuro | B-21     | 54  | Fermín Aldeguer         | alle               |
| American Racing              | Kalex      | Moto2    | 4   | Sean Dylan Kelly        | alle               |
| American Racing              | Kalex      | Moto2    | 6   | Cameron Beaubier        | alle               |
| American Racing              | Kalex      | Moto2    | 33  | Rory Skinner            | 12–13              |
| Elf Marc VDS Racing Team     | Kalex      | Moto2    | 8   | Senna Agius             | 13–15, 20          |
| Elf Marc VDS Racing Team     | Kalex      | Moto2    | 14  | Tony Arbolino           | alle               |
| Elf Marc VDS Racing Team     | Kalex      | Moto2    | 22  | Sam Lowes               | 1–12, 16–19        |
| Flexbox HP40                 | Kalex      | Moto2    | 9   | Jorge Navarro           | 1–18               |
| Flexbox HP40                 | Kalex      | Moto2    | 72  | Borja Gómez             | 19–20              |
| Flexbox HP40                 | Kalex      | Moto2    | 40  | Arón Canet              | alle               |
| GasGas Aspar Team            | Kalex      | Moto2    | 75  | Albert Arenas           | alle               |
| GasGas Aspar Team            | Kalex      | Moto2    | 96  | Jake Dixon              | alle               |
| GasGas Aspar Team            | Kalex      | Moto2    | 11  | Mattia Pasini           | 8, 14              |
| Gresini Racing Moto2         | Kalex      | Moto2    | 12  | Filip Salač             | 1–19               |
| Gresini Racing Moto2         | Kalex      | Moto2    | 61  | Alessandro Zaccone      | 1–19               |
| Idemitsu Honda Team Asia     | Kalex      | Moto2    | 35  | Somkiat Chantra         | 1–19               |
| Idemitsu Honda Team Asia     | Kalex      | Moto2    | 79  | Ai Ogura                | 1–19               |
| Italtrans Racing Team        | Kalex      | Moto2    | 16  | Joe Roberts             | 1–19               |
| Italtrans Racing Team        | Kalex      | Moto2    | 19  | Lorenzo Dalla Porta     | 1–19               |
| Liqui Moly Intact GP         | Kalex      | Moto2    | 23  | Marcel Schrötter        | 1–19               |
| Liqui Moly Intact GP         | Kalex      | Moto2    | 52  | Jeremy Alcoba           | 1–19               |
| Mooney Racing Team VR46      | Kalex      | Moto2    | 13  | Celestino Vietti        | 1–19               |
| Mooney Racing Team VR46      | Kalex      | Moto2    | 28  | Niccolò Antonelli       | 1–19               |
| Pertamina Mandalika SAG Team | Kalex      | Moto2    | 2   | Gabriel Rodrigo         | 1–8                |
| Pertamina Mandalika SAG Team | Kalex      | Moto2    | 29  | Taiga Hada              | 13–20              |
| Pertamina Mandalika SAG Team | Kalex      | Moto2    | 55  | Álex Toledo             | 9–11               |
| Pertamina Mandalika SAG Team | Kalex      | Moto2    | 64  | Bo Bendsneyder          | alle               |
| Pertamina Mandalika SAG Team | Kalex      | Moto2    | 74  | Piotr Biesiekirski      | 9                  |
| Pertamina Mandalika SAG Team | Kalex      | Moto2    | 74  | Piotr Biesiekirski      | 12                 |
| Petronas MIE Racing RW       | Kalex      | Moto2    | 27  | Kasma Daniel            | 19                 |
| Red Bull KTM Ajo             | Kalex      | Moto2    | 37  | Augusto Fernández       | alle               |
| Red Bull KTM Ajo             | Kalex      | Moto2    | 51  | Pedro Acosta            | 1–10, 12–20        |
| RW Racing GP                 | Kalex      | Moto2    | 7   | Barry Baltus            | 1–2, 4–19          |
| RW Racing GP                 | Kalex      | Moto2    | 11  | Mattia Pasini           | 20                 |
| RW Racing GP                 | Kalex      | Moto2    | 84  | Zonta van den Goorbergh | 1–18, 20           |
| RW Racing GP                 | Kalex      | Moto2    | 20  | Azroy Anuar             | 19                 |
| Yamaha VR46 Master Camp Team | Kalex      | Moto2    | 18  | Manuel González         | alle               |
| Yamaha VR46 Master Camp Team | Kalex      | Moto2    | 81  | Keminth Kubo            | 1–3, 5–6, 8, 10–20 |
| Yamaha VR46 Master Camp Team | Kalex      | Moto2    | 62  | Stefano Manzi           | 6–7, 9             |
| MV Agusta Forward Racing     | MV Agusta  | F2       | 11  | Alex Escrig             | 20                 |
| MV Agusta Forward Racing     | MV Agusta  | F2       | 20  | Simone Corsi            | 1–18, 20           |
| MV Agusta Forward Racing     | MV Agusta  | F2       | 98  | David Sanchis           | 19                 |
| MV Agusta Forward Racing     | MV Agusta  | F2       | 42  | Marcos Ramírez          | alle               |

| Legende         |
| --------------- |
| Stammfahrer     |
| Wildcard-Fahrer |
| Ersatzfahrer    |

### Rennergebnisse
| #  | Datum  | Rennen                     | Strecke              | Platz 1           | Platz 2           | Platz 3           | Pole-Position     | Schn. Rennrunde   | Gesamtführung     | Gesamtführung            | Gesamtführung |
| #  | Datum  | Rennen                     | Strecke              | Platz 1           | Platz 2           | Platz 3           | Pole-Position     | Schn. Rennrunde   | Fahrer            | Team                     | Konstrukteur  |
| -- | ------ | -------------------------- | -------------------- | ----------------- | ----------------- | ----------------- | ----------------- | ----------------- | ----------------- | ------------------------ | ------------- |
| 1  | 06.03. | GP von Katar               | Doha                 | Celestino Vietti  | Arón Canet        | Sam Lowes         | Celestino Vietti  | Celestino Vietti  | Celestino Vietti  | Flexbox HP40             | Kalex         |
| 2  | 20.03. | GP von Indonesien          | Lombok               | Somkiat Chantra   | Celestino Vietti  | Arón Canet        | Jake Dixon        | Somkiat Chantra   | Celestino Vietti  | Flexbox HP40             | Kalex         |
| 3  | 03.04. | GP von Argentinien         | Termas de Río Hondo  | Celestino Vietti  | Somkiat Chantra   | Ai Ogura          | Fermín Aldeguer   | Celestino Vietti  | Celestino Vietti  | Idemitsu Honda Team Asia | Kalex         |
| 4  | 10.04. | Grand Prix of The Americas | Austin               | Tony Arbolino     | Ai Ogura          | Jake Dixon        | Cameron Beaubier  | Arón Canet        | Celestino Vietti  | Idemitsu Honda Team Asia | Kalex         |
| 5  | 24.04. | GP von Portugal            | Portimão             | Joe Roberts       | Celestino Vietti  | Jorge Navarro     | Arón Canet        | Joe Roberts       | Celestino Vietti  | Idemitsu Honda Team Asia | Kalex         |
| 6  | 01.05. | GP von Spanien             | Jerez de la Frontera | Ai Ogura          | Arón Canet        | Tony Arbolino     | Ai Ogura          | Sam Lowes         | Celestino Vietti  | Idemitsu Honda Team Asia | Kalex         |
| 7  | 15.05. | GP von Frankreich          | Le Mans              | Augusto Fernández | Arón Canet        | Somkiat Chantra   | Pedro Acosta      | Augusto Fernández | Celestino Vietti  | Idemitsu Honda Team Asia | Kalex         |
| 8  | 29.05. | GP von Italien             | Mugello              | Pedro Acosta      | Joe Roberts       | Ai Ogura          | Arón Canet        | Augusto Fernández | Celestino Vietti  | Idemitsu Honda Team Asia | Kalex         |
| 9  | 05.06. | GP von Katalonien          | Montmeló             | Celestino Vietti  | Arón Canet        | Augusto Fernández | Celestino Vietti  | Arón Canet        | Celestino Vietti  | Idemitsu Honda Team Asia | Kalex         |
| 10 | 19.06. | GP von Deutschland         | Hohenstein-Ernstthal | Augusto Fernández | Pedro Acosta      | Sam Lowes         | Sam Lowes         | Augusto Fernández | Celestino Vietti  | Red Bull KTM Ajo         | Kalex         |
| 11 | 26.06. | Dutch TT                   | Assen                | Augusto Fernández | Ai Ogura          | Jake Dixon        | Jake Dixon        | Celestino Vietti  | Celestino Vietti  | Red Bull KTM Ajo         | Kalex         |
| 12 | 07.08. | GP von Großbritannien      | Silverstone          | Augusto Fernández | Alonso López      | Jake Dixon        | Augusto Fernández | Augusto Fernández | Augusto Fernández | Red Bull KTM Ajo         | Kalex         |
| 13 | 21.08. | GP von Österreich          | Spielberg            | Ai Ogura          | Somkiat Chantra   | Jake Dixon        | Ai Ogura          | Celestino Vietti  | Ai Ogura          | Idemitsu Honda Team Asia | Kalex         |
| 14 | 04.09. | GP von San Marino          | Misano Adriatico     | Alonso López      | Arón Canet        | Augusto Fernández | Celestino Vietti  | Ai Ogura          | Augusto Fernández | Red Bull KTM Ajo         | Kalex         |
| 15 | 18.09. | GP von Aragonien           | Alcañiz              | Pedro Acosta      | Arón Canet        | Augusto Fernández | Augusto Fernández | Pedro Acosta      | Augusto Fernández | Red Bull KTM Ajo         | Kalex         |
| 16 | 25.09. | GP von Japan               | Motegi               | Ai Ogura          | Augusto Fernández | Alonso López      | Arón Canet        | Augusto Fernández | Augusto Fernández | Red Bull KTM Ajo         | Kalex         |
| 17 | 02.10. | GP von Thailand            | Buri Ram             | Tony Arbolino     | Filip Salač       | Arón Canet        | Somkiat Chantra   | Tony Arbolino     | Augusto Fernández | Red Bull KTM Ajo         | Kalex         |
| 18 | 16.10. | GP von Australien          | Phillip Island       | Alonso López      | Pedro Acosta      | Jake Dixon        | Fermín Aldeguer   | Alonso López      | Ai Ogura          | Red Bull KTM Ajo         | Kalex         |
| 19 | 23.10. | GP von Malaysia            | Sepang               | Tony Arbolino     | Alonso López      | Jake Dixon        | Ai Ogura          | Tony Arbolino     | Augusto Fernández | Red Bull KTM Ajo         | Kalex         |
| 20 | 06.11. | GP von Valencia            | Valencia             | Pedro Acosta      | Augusto Fernández | Tony Arbolino     | Alonso López      | Cameron Beaubier  | Augusto Fernández | Red Bull KTM Ajo         | Kalex         |

### Fahrerwertung
| Pos. | Fahrer                  | Maschine   | QAT | INA | ARG | AME | POR | ESP | FRA | ITA | CAT | DEU | NED | GBR | AUT | SMR | ARA | JPN | THA | AUS | MYS | VAL | Gesamt- punkte |
| ---- | ----------------------- | ---------- | --- | --- | --- | --- | --- | --- | --- | --- | --- | --- | --- | --- | --- | --- | --- | --- | --- | --- | --- | --- | -------------- |
| 1    | Augusto Fernández       | Kalex      | 4   | 5   | DNF | 9   | DNF | 4   | 1   | 5   | 3   | 1   | 1   | 1   | 5   | 3   | 3   | 2   | 7   | DNF | 4   | 2   | 271,5          |
| 2    | Ai Ogura                | Kalex      | 6   | 6   | 3   | 2   | DNF | 1   | 5   | 3   | 7   | 8   | 2   | 4   | 1   | 5   | 4   | 1   | 6   | 11  | DNF | DNF | 242            |
| 3    | Arón Canet              | Kalex      | 2   | 3   | 4   | DNF | DNF | 2   | 2   | DNF | 2   | 9   | DNS | 5   | 6   | 2   | 2   | DNF | 3   | 9   | 8   | DNF | 200            |
| 4    | Tony Arbolino           | Kalex      | 5   | 8   | 6   | 1   | DNF | 3   | DNF | 4   | 10  | 10  | 7   | 12  | DNF | 7   | 5   | 6   | 1   | DNF | 1   | 3   | 191,5          |
| 5    | Pedro Acosta            | Kalex      | 12  | 9   | 7   | DNF | DNF | 20  | DNF | 1   | 6   | 2   | INJ | DNS | 4   | 6   | 1   | 7   | 16  | 2   | DNF | 1   | 177            |
| 6    | Jake Dixon              | Kalex      | 11  | DNF | 5   | 3   | DNF | DNF | 21  | 6   | 4   | 11  | 3   | 3   | 3   | DNF | DNF | 4   | 4   | 3   | 3   | 7   | 168,5          |
| 7    | Celestino Vietti        | Kalex      | 1   | 2   | 1   | DNF | 2   | 6   | 8   | DNF | 1   | DNF | 4   | 6   | DNF | DNF | 10  | DNF | 10  | DNF | DNF | DNF | 165            |
| 8    | Alonso López            | Boscoscuro |     |     |     |     |     |     | DNF | 8   | 8   | 7   | 6   | 2   | 7   | 1   | DNF | 3   | 5   | 1   | 2   | DNF | 155,5          |
| 9    | Joe Roberts             | Kalex      | 8   | 11  | 13  | 8   | 1   | 8   | 7   | 2   | DNF | 13  | 8   | 7   | 14  | 9   | 9   | 12  | 8   | DNF | DNF | 15  | 131            |
| 10   | Somkiat Chantra         | Kalex      | DNS | 1   | 2   | DNF | DNF | DNF | 3   | DNF | 12  | 15  | 13  | 13  | 2   | 8   | 7   | 5   | DNF | 8   | DNF | DNF | 128            |
| 11   | Marcel Schrötter        | Kalex      | 10  | 16  | 12  | 4   | 4   | 5   | 6   | 9   | 5   | 4   | DNF | DNF | 8   | 11  | DNF | 13  | 15  | 13  | 6   | 10  | 123,5          |
| 12   | Albert Arenas           | Kalex      | 13  | 10  | 8   | 11  | DNF | 9   | 19  | 10  | DNF | 6   | DNF | DNF | 9   | 4   | DNF | 8   | 14  | 14  | 13  | 5   | 90             |
| 13   | Bo Bendsneyder          | Kalex      | 19  | 15  | 9   | 7   | 8   | 7   | 14  | 11  | 13  | 16  | 5   | 10  | 15  | 12  | 15  | 9   | 18  | 10  | 14  | 11  | 87             |
| 14   | Jorge Navarro           | Kalex      | 7   | 13  | DNF | 5   | 3   | 10  | 9   | 12  | 14  | DNF | 12  | 8   | 11  | DNF | 8   | DNF | 20  | DNF | INJ | INJ | 83             |
| 15   | Fermín Aldeguer         | Boscoscuro | 16  | 7   | DNF | DNF | 7   | DNF | DNF | 14  | 15  | 5   | 11  | 15  | DNF | DNF | 6   | DNF | DNF | 4   | 10  | 4   | 80             |
| 16   | Manuel González         | Kalex      | 20  | 18  | 14  | 13  | 5   | 16  | 11  | 20  | 9   | 12  | 9   | 11  | DNF | DNF | DNF | DNS | 25  | 5   | 5   | 6   | 76             |
| 17   | Cameron Beaubier        | Kalex      | 9   | 12  | 11  | DNF | DNF | DNF | 4   | 7   | DNF | 14  | DNF | DNF | 13  | 14  | 11  | 11  | DNF | 7   | 7   | DNF | 73             |
| 18   | Jeremy Alcoba           | Kalex      | 14  | 14  | 16  | 6   | 6   | 12  | 13  | 17  | 18  | 20  | 14  | 14  | 10  | 10  | DNF | DNF | DNF | 6   | 9   | 8   | 72             |
| 19   | Sam Lowes               | Kalex      | 3   | 4   | 10  | DNF | DNF | DNF | DNS | DNF | DNF | 3   | DNF | DNS |     |     |     | DNS | 19  | 12  | DNS |     | 55             |
| 20   | Filip Salač             | Kalex      | DNF | 21  | DNF | 14  | 14  | 21  | 15  | 13  | DNF | DNF | 10  | 9   | DNF | DNF | 17  | 10  | 2   | DNF | 11  | 13  | 45             |
| 21   | Barry Baltus            | Kalex      | DNF | DNS |     | 10  | 9   | 14  | DNF | 16  | 17  | DNF | 15  | 16  | 12  | 13  | 13  | 14  | 12  | DNF | DNS |     | 30             |
| 22   | Lorenzo Dalla Porta     | Kalex      | DNF | 20  | DNF | 16  | DNF | 15  | 12  | DNF | 11  | DNF | 16  | 17  | DNF | DNF | 12  | 15  | DNF | DNF | 12  | 14  | 21             |
| 23   | Stefano Manzi           | Kalex      |     |     |     |     |     | 13  | 10  | 16  |     |     |     |     |     |     |     |     |     |     |     |     | 9              |
| 24   | Alessandro Zaccone      | Kalex      | 22  | 24  | DNF | DNF | 15  | 11  | 18  | 19  | DNF | 19  | DNF | 18  | DNF | 15  | 14  | DNF | 21  | 16  | DNF | 16  | 9              |
| 25   | Keminth Kubo            | Kalex      | 23  | DNF | 19  | DNS | 12  | DNS | DNS | 22  | DNS | DNF | 21  | 23  | DNF | DNF | DNF | 18  | 9   | DNF | 16  | 17  | 7,5            |
| 26   | Senna Agius             | Kalex      |     |     |     |     |     |     |     |     |     |     |     |     | 17  | DNF | 16  |     |     |     |     | 9   | 7              |
| 27   | Romano Fenati           | Boscoscuro | 15  | 19  | 18  | 15  | 11  | DNF |     |     |     |     |     |     |     |     |     |     |     |     |     |     | 7              |
| 28   | Gabriel Rodrigo         | Kalex      | 21  | 22  | DNF | DNF | 10  | 17  | DNF | DNS | INJ | INJ | INJ | INJ | INJ | INJ | INJ | INJ | INJ | INJ | INJ | INJ | 6              |
| 29   | Sean Dylan Kelly        | Kalex      | 25  | DNF | DNF | 17  | 13  | 22  | 20  | 23  | 21  | 17  | 19  | 22  | DNF | DNF | 21  | 19  | 11  | 18  | 18  | 18  | 5,5            |
| 30   | Marcos Ramírez          | MV Agusta  | 17  | 17  | 15  | 12  | DNF | DNF | DNF | DNF | 24  | DNF | 17  | DNF | 19  | 16  | 18  | 20  | 23  | 17  | 17  | 20  | 5              |
| 31   | Borja Gómez             | Kalex      |     |     |     |     |     |     |     |     |     |     |     |     |     |     |     |     |     |     | 20  | 12  | 4              |
| 32   | Taiga Hada              | Kalex      |     |     |     |     |     |     |     |     |     |     |     |     | 22  | 17  | DNF | 17  | 13  | 15  | 15  | 22  | 3,5            |
| 33   | Mattia Pasini           | Kalex      |     |     |     |     |     |     |     | 15  |     |     |     |     |     | DNF |     |     |     |     |     | DNF | 1              |
| 34   | Zonta van den Goorbergh | Kalex      | 24  | 23  | DNF | DNF | DNF | 19  | 17  | 21  | 20  | 18  | 18  | DNF | 16  | DNF | DNF | 16  | 17  | WD  |     | 21  | 0              |
| 35   | Simone Corsi            | MV Agusta  | 18  | DNF | 17  | DNF | DNF | 18  | 16  | DNF | 22  | DNF | 20  | 20  | 20  | DNF | 19  | DNF | 24  | DNF |     | DNF | 0              |
| 36   | Niccolò Antonelli       | Kalex      | 26  | 25  | DNF | DNF | DNF | 23  | DNF | 18  | 19  | DNF | DNF | 19  | 18  | DNF | 20  | DNF | 22  | DNF | 21  | DNF | 0              |
| 37   | Kasma Daniel            | Kalex      |     |     |     |     |     |     |     |     |     |     |     |     |     |     |     |     |     |     | 19  |     | 0              |
| 38   | Álex Escrig             | MV Agusta  |     |     |     |     |     |     |     |     |     |     |     |     |     |     |     |     |     |     |     | 19  | 0              |
| 39   | Rory Skinner            | Kalex      |     |     |     |     |     |     |     |     |     |     |     | 21  | 21  |     |     |     |     |     |     |     | 0              |
| 40   | Álex Toledo             | Kalex      |     |     |     |     |     |     |     |     | DNF | 21  | 22  |     |     |     |     |     |     |     |     |     | 0              |
| 41   | Azroy Anuar             | Kalex      |     |     |     |     |     |     |     |     |     |     |     |     |     |     |     |     |     |     | 22  |     | 0              |
| 42   | Piotr Biesiekirski      | Kalex      |     |     |     |     |     |     |     |     | 23  |     |     | 24  |     |     |     |     |     |     |     |     | 0              |
|      | David Sanchis           | MV Agusta  |     |     |     |     |     |     |     |     |     |     |     |     |     |     |     |     |     |     | DNF |     | 0              |
| Pos. | Fahrer                  | Maschine   | QAT | INA | ARG | AME | POR | ESP | FRA | ITA | CAT | DEU | NED | GBR | AUT | SMR | ARA | JPN | THA | AUS | MYS | VAL | Gesamt- punkte |

| Farbe         | Bedeutung                               |
| ------------- | --------------------------------------- |
| Gold          | Sieger                                  |
| Silber        | 2. Platz                                |
| Bronze        | 3. Platz                                |
| Grün          | Platzierung in den Punkten              |
| Blau          | Klassifiziert außerhalb der Punkteränge |
| Violett       | Rennen nicht beendet (DNF)              |
| Violett       | nicht klassifiziert (NC)                |
| Rot           | nicht qualifiziert (DNQ)                |
| Schwarz       | disqualifiziert (DSQ)                   |
| Weiß          | nicht am Start (DNS)                    |
| Weiß          | zurückgezogen (WD)                      |
| Weiß          | Rennen abgesagt (C)                     |
| ohne Farbe    | nicht am Training teilgenommen (DNP)    |
| ohne Farbe    | verletzt oder krank (INJ)               |
| ohne Farbe    | ausgeschlossen (EX)                     |
| ohne Farbe    | nicht erschienen (DNA)                  |
| fett          | Pole-Position                           |
| kursiv        | Schnellste Rennrunde                    |
| unterstrichen | WM-Führung                              |
| hochgestellt  | Platzierung im Sprintrennen             |

### Konstrukteurswertung
| Pos. | Konstrukteur | QAT | INA | ARG | AME | POR | ESP | FRA | ITA | CAT | DEU | NED | GBR | AUT | SMR | ARA | JPN | THA | AUS | MYS | VAL | Gesamt- punkte |
| ---- | ------------ | --- | --- | --- | --- | --- | --- | --- | --- | --- | --- | --- | --- | --- | --- | --- | --- | --- | --- | --- | --- | -------------- |
| 1    | Kalex        | 1   | 1   | 1   | 1   | 1   | 1   | 1   | 1   | 1   | 1   | 1   | 1   | 1   | 2   | 1   | 1   | 1   | 2   | 1   | 1   | 477,5          |
| 2    | Boscoscuro   | 15  | 7   | 18  | 15  | 7   | DNF | DNF | 8   | 8   | 5   | 6   | 2   | 7   | 1   | 6   | 3   | 5   | 1   | 2   | 4   | 200,5          |
| 3    | MV Agusta    | 17  | 17  | 15  | 12  | DNF | 18  | 16  | DNF | 22  | DNF | 17  | 20  | 19  | 16  | 18  | 20  | 23  | 17  | 17  | 19  | 5              |

### Teamwertung
| Pos. | Team                         | QAT | INA | ARG | AME | POR | ESP | FRA | ITA | CAT | DEU | NED | GBR | AUT | SMR | ARA | JPN | THA  | AUS | MYS | VAL | Gesamt- punkte |
| ---- | ---------------------------- | --- | --- | --- | --- | --- | --- | --- | --- | --- | --- | --- | --- | --- | --- | --- | --- | ---- | --- | --- | --- | -------------- |
| 1    | Red Bull KTM Ajo             | 16  | 18  | 9   | 7   | 0   | 13  | 25  | 36  | 26  | 45  | 25  | 25  | 24  | 26  | 41  | 29  | 4,5  | 20  | 13  | 45  | 448,5          |
| 2    | Idemitsu Honda Team Asia     | 10  | 35  | 36  | 20  | 0   | 25  | 27  | 16  | 13  | 9   | 23  | 16  | 45  | 19  | 22  | 36  | 5    | 13  | 0   | 0   | 370            |
| 3    | Flexbox HP40                 | 29  | 19  | 13  | 11  | 16  | 26  | 27  | 4   | 22  | 7   | 4   | 19  | 15  | 20  | 28  | 0   | 8    | 7   | 8   | 4   | 287            |
| 4    | GASGAS Aspar Team            | 8   | 6   | 19  | 21  | 0   | 7   | 0   | 16  | 13  | 15  | 16  | 16  | 23  | 13  | 0   | 21  | 7,5  | 18  | 19  | 20  | 258,5          |
| 5    | Elf Marc VDS Racing Team     | 27  | 21  | 16  | 25  | 0   | 16  | 0   | 13  | 6   | 22  | 9   | 4   | 0   | 9   | 11  | 10  | 12,5 | 4   | 25  | 23  | 253,5          |
| 6    | Lightech Speed Up            | 1   | 9   | 0   | 1   | 14  | 0   | 0   | 10  | 9   | 20  | 15  | 21  | 9   | 25  | 10  | 16  | 5,5  | 38  | 26  | 13  | 242,5          |
| 7    | Liqui Moly Intact GP         | 8   | 2   | 4   | 23  | 23  | 15  | 13  | 7   | 11  | 13  | 2   | 2   | 14  | 11  | 0   | 3   | 0,5  | 13  | 17  | 14  | 195,5          |
| 8    | Mooney VR46 Racing Team      | 25  | 20  | 25  | 0   | 20  | 10  | 8   | 0   | 25  | 0   | 13  | 10  | 0   | 0   | 6   | 0   | 3    | 0   | 0   | 0   | 165            |
| 9    | Italtrans Racing Team        | 9   | 5   | 3   | 8   | 25  | 9   | 13  | 20  | 5   | 3   | 8   | 9   | 2   | 7   | 11  | 5   | 4    | 0   | 4   | 3   | 152            |
| 10   | Pertamina Mandalika SAG Team | 0   | 1   | 7   | 9   | 14  | 9   | 2   | 5   | 3   | 0   | 11  | 6   | 1   | 4   | 1   | 7   | 1,5  | 7   | 3   | 5   | 96,5           |
| 11   | Yamaha VR46 Master Camp Team | 0   | 0   | 2   | 3   | 15  | 3   | 11  | 0   | 7   | 4   | 7   | 5   | 0   | 0   | 0   | 0   | 3,5  | 11  | 11  | 10  | 92,5           |
| 12   | American Racing              | 7   | 4   | 5   | 0   | 3   | 0   | 13  | 9   | 0   | 2   | 0   | 0   | 3   | 2   | 5   | 5   | 2,5  | 9   | 9   | 0   | 78,5           |
| 13   | Gresini Racing Moto2         | 0   | 0   | 0   | 2   | 3   | 5   | 1   | 3   | 0   | 0   | 6   | 7   | 0   | 1   | 2   | 6   | 10   | 0   | 5   | 3   | 54             |
| 14   | RW Racing GP                 | 0   | 0   | 0   | 6   | 7   | 2   | 0   | 0   | 0   | 0   | 1   | 0   | 4   | 3   | 3   | 2   | 2    | 0   | 0   | 0   | 30             |
| 15   | MV Agusta Forward Racing     | 0   | 0   | 1   | 4   | 0   | 0   | 0   | 0   | 0   | 0   | 0   | 0   | 0   | 0   | 0   | 0   | 0    | 0   | 0   | 0   | 5              |

## Moto3-Klasse
Für die Moto3-Klasse sind 15 Teams und 30 Fahrer gemeldet.

### Teams und Fahrer
| Team                                   | Hersteller | Maschine | Nr. | Fahrer             | Läufe                |
| -------------------------------------- | ---------- | -------- | --- | ------------------ | -------------------- |
| CFMoto Racing Prüstel GP               | CFMoto     | RC250GP  | 43  | Xavier Artigas     | alle                 |
| CFMoto Racing Prüstel GP               | CFMoto     | RC250GP  | 99  | Carlos Tatay       | alle                 |
| Aspar Team                             | GasGas     | RC250GP  | 11  | Sergio García      | alle                 |
| Aspar Team                             | GasGas     | RC250GP  | 28  | Izan Guevara       | alle                 |
| Aspar Team                             | GasGas     | RC250GP  | 77  | Filippo Farioli    | 20                   |
| Aspar Team                             | GasGas     | RC250GP  | 80  | David Alonso       | 5                    |
| Honda Team Asia                        | Honda      | NSF250RW | 64  | Mario Aji          | alle                 |
| Honda Team Asia                        | Honda      | NSF250RW | 72  | Taiyo Furusato     | 3–20                 |
| Leopard Racing                         | Honda      | NSF250RW | 7   | Dennis Foggia      | alle                 |
| Leopard Racing                         | Honda      | NSF250RW | 24  | Tatsuki Suzuki     | alle                 |
| Rivacold Snipers Team                  | Honda      | NSF250RW | 16  | Andrea Migno       | alle                 |
| Rivacold Snipers Team                  | Honda      | NSF250RW | 67  | Alberto Surra      | 1–4, 8, 10–15, 18–20 |
| Rivacold Snipers Team                  | Honda      | NSF250RW | 63  | Syarifuddin Azman  | 5–6                  |
| Rivacold Snipers Team                  | Honda      | NSF250RW | 98  | José Antonio Rueda | 7                    |
| Rivacold Snipers Team                  | Honda      | NSF250RW | 89  | Marcos Uriarte     | 9                    |
| Rivacold Snipers Team                  | Honda      | NSF250RW | 34  | Kanta Hamada       | 16                   |
| Rivacold Snipers Team                  | Honda      | NSF250RW | 21  | Vicente Pérez      | 17                   |
| SIC58 Squadra Corse                    | Honda      | NSF250RW | 20  | Lorenzo Fellon     | alle                 |
| SIC58 Squadra Corse                    | Honda      | NSF250RW | 29  | Harrison Voight    | 14                   |
| SIC58 Squadra Corse                    | Honda      | NSF250RW | 54  | Riccardo Rossi     | alle                 |
| VisionTrack Racing Team                | Honda      | NSF250RW | 19  | Scott Ogden        | alle                 |
| VisionTrack Racing Team                | Honda      | NSF250RW | 63  | Syarifuddin Azman  | 9, 19                |
| VisionTrack Racing Team                | Honda      | NSF250RW | 70  | Joshua Whatley     | alle                 |
| Sterilgarda Max Racing Team            | Husqvarna  | FR250GP  | 17  | John McPhee        | 1, 7–20              |
| Sterilgarda Max Racing Team            | Husqvarna  | FR250GP  | 71  | Ayumu Sasaki       | 1–8, 10–20           |
| Sterilgarda Max Racing Team            | Husqvarna  | FR250GP  | 38  | David Salvador     | 4–6, 9               |
| Angeluss MTA Team                      | KTM        | RC250GP  | 38  | David Salvador     | 20                   |
| Angeluss MTA Team                      | KTM        | RC250GP  | 48  | Iván Ortolá        | alle                 |
| Angeluss MTA Team                      | KTM        | RC250GP  | 69  | María Herrera      | 15                   |
| Angeluss MTA Team                      | KTM        | RC250GP  | 82  | Stefano Nepa       | 1–19                 |
| Boé SKX Finetwork Team Boé Motorsports | KTM        | RC250GP  | 22  | Ana Carrasco       | alle                 |
| Boé SKX Finetwork Team Boé Motorsports | KTM        | RC250GP  | 44  | David Muñoz        | 8–20                 |
| Boé SKX Finetwork Team Boé Motorsports | KTM        | RC250GP  | 87  | Gerard Riu         | 1–7                  |
| Boé SKX Finetwork Team Boé Motorsports | KTM        | RC250GP  | 95  | David Almansa      | 20                   |
| CIP Green Power                        | KTM        | RC250GP  | 27  | Kaito Toba         | alle                 |
| CIP Green Power                        | KTM        | RC250GP  | 41  | Marc García        | 12                   |
| CIP Green Power                        | KTM        | RC250GP  | 66  | Joel Kelso         | 1–11, 13–20          |
| MT Helmets – MSI                       | KTM        | RC250GP  | 6   | Ryusei Yamanaka    | alle                 |
| MT Helmets – MSI                       | KTM        | RC250GP  | 10  | Diogo Moreira      | alle                 |
| MT Helmets – MSI                       | KTM        | RC250GP  | 91  | Alessandro Morosi  | 15                   |
| QJmotor Avintia Racing Team            | KTM        | RC250GP  | 9   | Nicola Carraro     | 12–20                |
| QJmotor Avintia Racing Team            | KTM        | RC250GP  | 18  | Matteo Bertelle    | 1–10                 |
| QJmotor Avintia Racing Team            | KTM        | RC250GP  | 23  | Elia Bartolini     | alle                 |
| QJmotor Avintia Racing Team            | KTM        | RC250GP  | 85  | Luca Lunetta       | 11                   |
| Red Bull KTM Ajo                       | KTM        | RC250GP  | 5   | Jaume Masiá        | alle                 |
| Red Bull KTM Ajo                       | KTM        | RC250GP  | 96  | Daniel Holgado     | alle                 |
| Red Bull KTM Tech3                     | KTM        | RC250GP  | 31  | Adrián Fernández   | alle                 |
| Red Bull KTM Tech3                     | KTM        | RC250GP  | 53  | Deniz Öncü         | alle                 |

| Legende         |
| --------------- |
| Stammfahrer     |
| Wildcard-Fahrer |
| Ersatzfahrer    |

### Rennergebnisse
| #  | Datum  | Rennen                | Strecke              | Platz 1       | Platz 2        | Platz 3        | Pole-Position  | Schn. Rennrunde | Gesamtführung | Gesamtführung     | Gesamtführung |
| #  | Datum  | Rennen                | Strecke              | Platz 1       | Platz 2        | Platz 3        | Pole-Position  | Schn. Rennrunde | Fahrer        | Team              | Konstrukteur  |
| -- | ------ | --------------------- | -------------------- | ------------- | -------------- | -------------- | -------------- | --------------- | ------------- | ----------------- | ------------- |
| 1  | 06.03. | GP von Katar          | Doha                 | Andrea Migno  | Sergio García  | Kaito Toba     | Izan Guevara   | Dennis Foggia   | Andrea Migno  | GasGas Aspar Team | Honda         |
| 2  | 20.03. | GP von Indonesien     | Lombok               | Dennis Foggia | Izan Guevara   | Carlos Tatay   | Carlos Tatay   | Jaume Masiá     | Dennis Foggia | GasGas Aspar Team | Honda         |
| 3  | 03.04. | GP von Argentinien    | Termas de Río Hondo  | Sergio García | Dennis Foggia  | Ayumu Sasaki   | Sergio García  | Andrea Migno    | Sergio García | GasGas Aspar Team | Honda         |
| 4  | 10.04. | GP of The Americas    | Austin               | Jaume Masiá   | Dennis Foggia  | Andrea Migno   | Andrea Migno   | Jaume Masiá     | Dennis Foggia | Leopard Racing    | Honda         |
| 5  | 24.04. | GP von Portugal       | Portimão             | Sergio García | Jaume Masiá    | Ayumu Sasaki   | Deniz Öncü     | Jaume Masiá     | Sergio García | GasGas Aspar Team | GasGas        |
| 6  | 01.05. | GP von Spanien        | Jerez de la Frontera | Izan Guevara  | Sergio García  | Jaume Masiá    | Izan Guevara   | Izan Guevara    | Sergio García | GasGas Aspar Team | GasGas        |
| 7  | 15.05. | GP von Frankreich     | Le Mans              | Jaume Masiá   | Ayumu Sasaki   | Izan Guevara   | Dennis Foggia  | Izan Guevara    | Sergio García | GasGas Aspar Team | GasGas        |
| 8  | 29.05. | GP von Italien        | Mugello              | Sergio García | Izan Guevara   | Tatsuki Suzuki | Dennis Foggia  | Riccardo Rossi  | Sergio García | GasGas Aspar Team | GasGas        |
| 9  | 05.06. | GP von Katalonien     | Montmeló             | Izan Guevara  | David Muñoz    | Tatsuki Suzuki | Dennis Foggia  | Jaume Masiá     | Sergio García | GasGas Aspar Team | GasGas        |
| 10 | 19.06. | GP von Deutschland    | Hohenstein-Ernstthal | Izan Guevara  | Dennis Foggia  | Sergio García  | Izan Guevara   | Deniz Öncü      | Sergio García | GasGas Aspar Team | GasGas        |
| 11 | 26.06. | Dutch TT              | Assen                | Ayumu Sasaki  | Izan Guevara   | Sergio García  | Ayumu Sasaki   | John McPhee     | Sergio García | GasGas Aspar Team | GasGas        |
| 12 | 07.08. | GP von Großbritannien | Silverstone          | Dennis Foggia | Jaume Masiá    | Deniz Öncü     | Diogo Moreira  | Deniz Öncü      | Sergio García | GasGas Aspar Team | GasGas        |
| 13 | 21.08. | GP von Österreich     | Spielberg            | Ayumu Sasaki  | Tatsuki Suzuki | David Muñoz    | Daniel Holgado | David Muñoz     | Sergio García | GasGas Aspar Team | GasGas        |
| 14 | 04.09. | GP von San Marino     | Misano Adriatico     | Dennis Foggia | Jaume Masiá    | Izan Guevara   | Deniz Öncü     | Dennis Foggia   | Izan Guevara  | GasGas Aspar Team | GasGas        |
| 15 | 18.09. | GP von Aragonien      | Alcañiz              | Izan Guevara  | Ayumu Sasaki   | Daniel Holgado | Izan Guevara   | Deniz Öncü      | Izan Guevara  | GasGas Aspar Team | GasGas        |
| 16 | 25.09. | GP von Japan          | Motegi               | Izan Guevara  | Dennis Foggia  | Ayumu Sasaki   | Izan Guevara   | Jaume Masiá     | Izan Guevara  | GasGas Aspar Team | GasGas        |
| 17 | 02.10. | GP von Thailand       | Buriram              | Dennis Foggia | Ayumu Sasaki   | Riccardo Rossi | Dennis Foggia  | Jaume Masiá     | Izan Guevara  | GasGas Aspar Team | GasGas        |
| 18 | 16.10. | GP von Australien     | Phillip Island       | Izan Guevara  | Deniz Öncü     | Sergio García  | Ayumu Sasaki   | John McPhee     | Izan Guevara  | GasGas Aspar Team | GasGas        |
| 19 | 23.10. | GP von Malaysia       | Sepang               | John McPhee   | Ayumu Sasaki   | Sergio García  | Dennis Foggia  | Ayumu Sasaki    | Izan Guevara  | GasGas Aspar Team | GasGas        |
| 20 | 06.11. | GP von Valencia       | Valencia             | Izan Guevara  | Deniz Öncü     | Sergio García  | Izan Guevara   | Deniz Öncü      | Izan Guevara  | GasGas Aspar Team | GasGas        |

### Fahrerwertung
| Pos. | Fahrer             | Maschine  | QAT | INA | ARG | AME | POR | ESP | FRA | ITA | CAT | DEU | NED | GBR | AUT | SMR | ARA | JPN | THA | AUS | MYS | VAL | Gesamt- punkte |
| ---- | ------------------ | --------- | --- | --- | --- | --- | --- | --- | --- | --- | --- | --- | --- | --- | --- | --- | --- | --- | --- | --- | --- | --- | -------------- |
| 1    | Izan Guevara       | GasGas    | 8   | 2   | DNF | 7   | 5   | 1   | 3   | 2   | 1   | 1   | 2   | DNF | 7   | 3   | 1   | 1   | 5   | 1   | 12  | 1   | 319            |
| 2    | Sergio García      | GasGas    | 2   | 4   | 1   | DNF | 1   | 2   | 7   | 1   | 4   | 3   | 3   | DNF | 5   | DSQ | 13  | 4   | DNF | 3   | 3   | 3   | 257            |
| 3    | Dennis Foggia      | Honda     | 7   | 1   | 2   | 2   | 8   | 18  | 4   | DNF | DNF | 2   | DNF | 1   | 12  | 1   | 14  | 2   | 1   | 9   | 6   | 4   | 246            |
| 4    | Ayumu Sasaki       | Husqvarna | DNF | DNF | 3   | 4   | 3   | 6   | 2   | DNS | INJ | 4   | 1   | DNF | 1   | DNF | 2   | 3   | 2   | 4   | 2   | 5   | 238            |
| 5    | Deniz Öncü         | KTM       | 4   | 5   | 14  | 5   | 4   | 4   | 9   | 15  | 5   | 7   | 9   | 3   | 4   | 4   | 4   | 15  | 17  | 2   | 10  | 2   | 200            |
| 6    | Jaume Masiá        | KTM       | DNF | 7   | DNF | 1   | 2   | 3   | 1   | 17  | 8   | 12  | DNF | 2   | 18  | 2   | 8   | DNF | 8   | 15  | 4   | 22  | 177            |
| 7    | Tatsuki Suzuki     | Honda     | DNF | 10  | 5   | 10  | 12  | DNF | 5   | 3   | 3   | 5   | 4   | DNF | 2   | 6   | 12  | DNF | DNF | DNF | DNF | 14  | 130            |
| 8    | Diogo Moreira      | KTM       | 6   | DNF | 6   | DNF | 10  | 10  | 14  | DNF | DNS | 16  | 16  | 6   | 6   | 7   | 15  | 6   | 6   | 7   | 5   | 8   | 112            |
| 9    | Andrea Migno       | Honda     | 1   | DNF | DNF | 3   | 7   | 14  | 10  | 4   | DNF | 11  | 15  | 9   | 23  | DNF | 18  | 9   | 7   | 16  | 14  | 15  | 103            |
| 10   | Daniel Holgado     | KTM       | 16  | 9   | 7   | DNF | DNF | 9   | 11  | DNF | DNF | 6   | 6   | NC  | 8   | 5   | 3   | DNF | 11  | DNF | 7   | 10  | 103            |
| 11   | John McPhee        | Husqvarna | 5   | INJ | INJ | INJ | INJ | INJ | 12  | DNF | 7   | 19  | DNF | 7   | 9   | 9   | 10  | 7   | DNF | 6   | 1   | 11  | 102            |
| 12   | Ryusei Yamanaka    | KTM       | 9   | 11  | 12  | 17  | 21  | 8   | 8   | 5   | 21  | DNF | 8   | 8   | 13  | 13  | DNF | 8   | 10  | DNF | 8   | 9   | 94             |
| 13   | David Muñoz        | KTM       |     |     |     |     |     |     |     | 11  | 2   | 9   | DNF | DNF | 3   | 12  | 7   | 5   | 9   | 11  | DNF | 7   | 93             |
| 14   | Riccardo Rossi     | Honda     | 12  | 17  | 4   | 9   | 11  | DNF | 13  | 6   | 11  | DNF | 11  | 14  | 19  | 11  | 16  | 10  | 3   | 10  | DNF | DNF | 87             |
| 15   | Carlos Tatay       | CFMoto    | DNF | 3   | 8   | 8   | 6   | DNF | 6   | 19  | 6   | DNF | 14  | 10  | DNF | DNF | 9   | DNF | 13  | 12  | DNF | 13  | 87             |
| 16   | Xavier Artigas     | CFMoto    | 10  | 6   | DNF | 6   | 20  | 5   | DNF | 20  | 10  | 13  | 5   | 11  | 14  | 20  | 11  | 11  | 14  | 14  | 11  | 23  | 84             |
| 17   | Iván Ortolá        | KTM       | 11  | DNF | 15  | 11  | DNF | 13  | 18  | 7   | 18  | 10  | 12  | DNF | 11  | 8   | 6   | 13  | 20  | 13  | 9   | 12  | 73             |
| 18   | Stefano Nepa       | KTM       | 13  | DNF | 16  | 13  | 15  | 15  | 17  | DNF | 16  | 15  | 7   | 5   | 15  | 10  | 19  | 12  | 4   | 5   | DNF |     | 64             |
| 19   | Kaito Toba         | KTM       | 3   | 12  | 9   | DNF | 17  | 7   | 15  | 16  | 15  | 20  | 10  | 4   | 10  | 19  | 23  | 21  | DNF | 17  | 17  | 24  | 63             |
| 20   | Adrián Fernández   | KTM       | 14  | DNF | 13  | 14  | DNS | DNF | 20  | 10  | 9   | 8   | DNF | 15  | 17  | 16  | 5   | 18  | DNF | 18  | 15  | 6   | 51             |
| 21   | Joel Kelso         | KTM       | 15  | 18  | 10  | 18  | 9   | DNF | DNS | 12  | 12  | DNF | DNF |     | 22  | 14  | 21  | DNF | 12  | 8   | 18  | 21  | 36             |
| 22   | Elia Bartolini     | KTM       | 18  | 8   | 11  | 19  | 19  | 16  | 16  | 8   | 17  | 14  | DNF | 16  | 20  | 15  | 20  | 16  | 18  | 20  | 13  | 17  | 27             |
| 23   | Scott Ogden        | Honda     | DNF | 13  | DNF | 12  | 13  | 12  | DNF | DNF | 14  | DNF | DNF | 12  | 21  | 25  | 22  | 20  | 15  | DNF | DNF | DNF | 21             |
| 24   | Matteo Bertelle    | KTM       | 17  | 15  | 18  | DNF | 18  | 11  | 19  | 9   | 13  | DNF | DNS | INJ | INJ | INJ | INJ | INJ | INJ | INJ | INJ | INJ | 16             |
| 25   | Lorenzo Fellon     | Honda     | DNF | 16  | 19  | 15  | 14  | DNS | 23  | 14  | 20  | 18  | 13  | 13  | 16  | 18  | DNF | DNF | 16  | 19  | 19  | 20  | 11             |
| 26   | Mario Aji          | Honda     | 19  | 14  | 21  | 21  | 16  | 17  | 22  | 13  | DNF | 23  | 18  | 17  | 24  | DNF | 24  | 17  | 21  | DNF | 21  | 27  | 5              |
| 27   | Taiyo Furusato     | Honda     | INJ | INJ | 17  | 16  | 25  | 21  | 25  | 18  | DNF | 17  | 21  | 18  | 25  | 21  | 17  | 14  | 25  | DNF | DNF | DNF | 2              |
| 28   | Syarifuddin Azman  | Honda     |     |     |     |     | 24  | 22  |     |     | 19  |     |     |     |     |     |     |     |     |     | 16  |     | 0              |
| 29   | Nicola Carraro     | KTM       |     |     |     |     |     |     |     |     |     |     |     | 20  | 26  | DNF | DNF | DNF | 24  | 22  | 20  | 16  | 0              |
| 30   | Alberto Surra      | Honda     | DNF | DNF | 20  | DNS | INJ | INJ | INJ | DNS | INJ | 21  | 17  | 19  | 27  | 17  | DNS |     |     | 24  | DNF | 29  | 0              |
| 31   | David Salvador     | Husqvarna |     |     |     | 22  | 22  | 19  |     |     | DNF |     |     |     |     |     |     |     |     |     |     |     | 0              |
| 31   | David Salvador     | KTM       |     |     |     |     |     |     |     |     |     |     |     |     |     |     |     |     |     |     |     | 18  | 0              |
| 32   | Ana Carrasco       | KTM       | 20  | 19  | DNF | 23  | 28  | 23  | 27  | 22  | 22  | 22  | 22  | 23  | 28  | 22  | 25  | 19  | 22  | 23  | 22  | 28  | 0              |
| 33   | Filippo Farioli    | GasGas    |     |     |     |     |     |     |     |     |     |     |     |     |     |     |     |     |     |     |     | 19  | 0              |
| 34   | Vicente Pérez      | Honda     |     |     |     |     |     |     |     |     |     |     |     |     |     |     |     |     | 19  |     |     |     | 0              |
| 35   | Luca Lunetta       | KTM       |     |     |     |     |     |     |     |     |     |     | 19  |     |     |     |     |     |     |     |     |     | 0              |
| 36   | Joshua Whatley     | Honda     | 22  | 20  | 23  | DNF | 26  | DNS | 26  | 21  | DNF | DNF | 20  | 21  | 29  | 24  | DNF | DNF | 23  | 21  | 23  | 26  | 0              |
| 37   | Gerard Riu         | KTM       | 21  | 22  | 22  | 20  | 23  | 20  | 24  |     |     |     |     |     |     |     |     |     |     |     |     |     | 0              |
| 38   | José Antonio Rueda | Honda     |     |     |     |     |     |     | 21  |     |     |     |     |     |     |     |     |     |     |     |     |     | 0              |
| 39   | Marc García        | KTM       |     |     |     |     |     |     |     |     |     |     |     | 22  |     |     |     |     |     |     |     |     | 0              |
| 40   | Harrison Voight    | Honda     |     |     |     |     |     |     |     |     |     |     |     |     |     | 23  |     |     |     |     |     |     | 0              |
| 41   | David Almansa      | KTM       |     |     |     |     |     |     |     |     |     |     |     |     |     |     |     |     |     |     |     | 25  | 0              |
| 42   | Alessandro Morosi  | KTM       |     |     |     |     |     |     |     |     |     |     |     |     |     |     | 26  |     |     |     |     |     | 0              |
| 43   | María Herrera      | KTM       |     |     |     |     |     |     |     |     |     |     |     |     |     |     | 27  |     |     |     |     |     | 0              |
| 44   | David Alonso       | GasGas    |     |     |     |     | 27  |     |     |     |     |     |     |     |     |     |     |     |     |     |     |     | 0              |
|      | Marcos Uriarte     | Honda     |     |     |     |     |     |     |     |     | DNF |     |     |     |     |     |     |     |     |     |     |     | 0              |
|      | Kanta Hamada       | Honda     |     |     |     |     |     |     |     |     |     |     |     |     |     |     |     | DNF |     |     |     |     | 0              |
| Pos. | Fahrer             | Maschine  | QAT | INA | ARG | AME | POR | ESP | FRA | ITA | CAT | DEU | NED | GBR | AUT | SMR | ARA | JPN | THA | AUS | MYS | VAL | Gesamt- punkte |

| Farbe         | Bedeutung                               |
| ------------- | --------------------------------------- |
| Gold          | Sieger                                  |
| Silber        | 2. Platz                                |
| Bronze        | 3. Platz                                |
| Grün          | Platzierung in den Punkten              |
| Blau          | Klassifiziert außerhalb der Punkteränge |
| Violett       | Rennen nicht beendet (DNF)              |
| Violett       | nicht klassifiziert (NC)                |
| Rot           | nicht qualifiziert (DNQ)                |
| Schwarz       | disqualifiziert (DSQ)                   |
| Weiß          | nicht am Start (DNS)                    |
| Weiß          | zurückgezogen (WD)                      |
| Weiß          | Rennen abgesagt (C)                     |
| ohne Farbe    | nicht am Training teilgenommen (DNP)    |
| ohne Farbe    | verletzt oder krank (INJ)               |
| ohne Farbe    | ausgeschlossen (EX)                     |
| ohne Farbe    | nicht erschienen (DNA)                  |
| fett          | Pole-Position                           |
| kursiv        | Schnellste Rennrunde                    |
| unterstrichen | WM-Führung                              |
| hochgestellt  | Platzierung im Sprintrennen             |

### Konstrukteurswertung
| Pos. | Konstrukteur | QAT | INA | ARG | AME | POR | ESP | FRA | ITA | CAT | DEU | NED | GBR | AUT | SMR | ARA | JPN | THA | AUS | MYS | VAL | Gesamt- punkte |
| ---- | ------------ | --- | --- | --- | --- | --- | --- | --- | --- | --- | --- | --- | --- | --- | --- | --- | --- | --- | --- | --- | --- | -------------- |
| 1    | GasGas       | 2   | 2   | 1   | 7   | 1   | 1   | 3   | 1   | 1   | 1   | 2   | DNF | 5   | 3   | 1   | 1   | 5   | 1   | 3   | 1   | 389            |
| 2    | Honda        | 1   | 1   | 2   | 2   | 7   | 12  | 4   | 3   | 3   | 2   | 11  | 1   | 2   | 1   | 12  | 2   | 1   | 9   | 6   | 4   | 330            |
| 3    | KTM          | 3   | 5   | 6   | 1   | 2   | 3   | 1   | 5   | 2   | 6   | 6   | 2   | 3   | 2   | 3   | 5   | 4   | 2   | 4   | 2   | 323            |
| 4    | Husqvarna    | 5   | DNF | 3   | 4   | 3   | 6   | 2   | DNF | 7   | 4   | 1   | 7   | 1   | 9   | 2   | 3   | 2   | 4   | 1   | 5   | 279            |
| 5    | CFMoto       | 10  | 3   | 8   | 6   | 6   | 5   | 6   | 19  | 6   | 13  | 5   | 10  | 14  | 20  | 9   | 11  | 13  | 12  | 11  | 13  | 130            |

### Teamwertung
| Pos. | Team                        | QAT | INA | ARG | AME | POR | ESP | FRA | ITA | CAT | DEU | NED | GBR | AUT | SMR | ARA | JPN | THA | AUS | MYS | VAL | Gesamt- punkte |
| ---- | --------------------------- | --- | --- | --- | --- | --- | --- | --- | --- | --- | --- | --- | --- | --- | --- | --- | --- | --- | --- | --- | --- | -------------- |
| 1    | Gaviota GASGAS Aspar Team   | 28  | 33  | 25  | 9   | 36  | 45  | 25  | 45  | 38  | 41  | 36  | 0   | 20  | 16  | 28  | 38  | 11  | 41  | 20  | 41  | 576            |
| 2    | Leopard Racing              | 9   | 31  | 31  | 26  | 12  | 0   | 24  | 16  | 16  | 31  | 13  | 25  | 24  | 35  | 6   | 20  | 25  | 7   | 10  | 15  | 376            |
| 3    | Sterilgarda Husqvarna Max   | 8   | 0   | 16  | 13  | 16  | 10  | 24  | 0   | 0   | 13  | 25  | 9   | 32  | 7   | 26  | 25  | 20  | 23  | 45  | 16  | 340            |
| 4    | Red Bull KTM Ajo            | 0   | 16  | 9   | 25  | 20  | 23  | 30  | 0   | 8   | 14  | 10  | 20  | 8   | 31  | 24  | 0   | 13  | 1   | 22  | 6   | 280            |
| 5    | Red Bull KTM Tech3          | 15  | 11  | 5   | 13  | 13  | 13  | 7   | 7   | 18  | 17  | 7   | 17  | 13  | 13  | 24  | 1   | 0   | 20  | 7   | 30  | 251            |
| 6    | MT Helmets – MSI            | 17  | 5   | 14  | 0   | 6   | 14  | 10  | 11  | 0   | 0   | 8   | 18  | 13  | 12  | 1   | 18  | 16  | 9   | 19  | 15  | 206            |
| 7    | CFMoto Racing Prüstel GP    | 6   | 26  | 8   | 18  | 10  | 11  | 10  | 0   | 16  | 3   | 13  | 11  | 2   | 0   | 12  | 5   | 5   | 6   | 5   | 3   | 170            |
| 8    | Angeluss MTA Team           | 8   | 0   | 1   | 8   | 1   | 4   | 0   | 9   | 0   | 7   | 13  | 11  | 6   | 14  | 10  | 7   | 13  | 14  | 7   | 4   | 137            |
| 9    | Rivacold Snipers Team       | 25  | 0   | 0   | 16  | 9   | 2   | 6   | 13  | 0   | 5   | 1   | 7   | 0   | 0   | 0   | 7   | 9   | 0   | 2   | 1   | 103            |
| 10   | CIP Green Power             | 17  | 4   | 13  | 0   | 7   | 9   | 1   | 4   | 5   | 0   | 6   | 13  | 6   | 2   | 0   | 0   | 4   | 8   | 0   | 0   | 99             |
| 11   | SIC58 Squadra Corse         | 4   | 0   | 13  | 8   | 7   | 0   | 3   | 12  | 5   | 0   | 8   | 5   | 0   | 5   | 0   | 6   | 16  | 6   | 0   | 0   | 98             |
| 12   | Boé SKX                     | 0   | 0   | 0   | 0   | 0   | 0   | 0   | 5   | 20  | 7   | 0   | 0   | 16  | 4   | 9   | 11  | 7   | 5   | 0   | 9   | 93             |
| 13   | QJmotor Avintia Racing Team | 0   | 9   | 5   | 0   | 0   | 5   | 0   | 15  | 3   | 2   | 0   | 0   | 0   | 1   | 0   | 0   | 0   | 0   | 3   | 0   | 43             |
| 14   | VisionTrack Racing Team     | 0   | 3   | 0   | 4   | 3   | 4   | 0   | 0   | 2   | 0   | 0   | 4   | 0   | 0   | 0   | 0   | 1   | 0   | 0   | 0   | 21             |
| 15   | Honda Team Asia             | 0   | 2   | 0   | 0   | 0   | 0   | 0   | 3   | 0   | 0   | 0   | 0   | 0   | 0   | 0   | 2   | 0   | 0   | 0   | 0   | 7              |

## MotoE World Cup
Für den MotoE World Cup sind 11 Teams und 18 Fahrer gemeldet.

### Teams und Fahrer
| Team                       | Nr. | Fahrer             | Läufe    |
| -------------------------- | --- | ------------------ | -------- |
| Avant Ajo MotoE            | 78  | Hikari Okubo       | alle     |
| Avintia Esponsorama Racing | 18  | Xavier Cardelús    | 2–3, 5–6 |
| Avintia Esponsorama Racing | 28  | Yeray Ruiz         | 1        |
| Avintia Esponsorama Racing | 10  | Unai Orradre       | 4        |
| Dynavolt Intact GP         | 77  | Dominique Aegerter | alle     |
| Felo Gresini MotoE         | 11  | Matteo Ferrari     | alle     |
| Felo Gresini MotoE         | 72  | Alessio Finello    | alle     |
| LCR E-Team                 | 51  | Eric Granado       | alle     |
| LCR E-Team                 | 71  | Miquel Pons        | alle     |
| Octo Pramac MotoE          | 12  | Xavi Forés         | alle     |
| Octo Pramac MotoE          | 34  | Kevin Manfredi     | alle     |
| Ongetta Sic58 Squadracorse | 21  | Kevin Zannoni      | alle     |
| OpenBank Aspar Team        | 6   | María Herrera      | alle     |
| OpenBank Aspar Team        | 70  | Marc Alcoba        | alle     |
| Pons Racing 40             | 27  | Mattia Casadei     | alle     |
| Pons Racing 40             | 40  | Jordi Torres       | 1–2, 4–6 |
| Pons Racing 40             | 55  | Massimo Roccoli    | 3        |
| Tech3 E-Racing             | 4   | Héctor Garzó       | alle     |
| Tech3 E-Racing             | 17  | Alex Escrig        | alle     |
| WithU GRT RNF MotoE Team   | 3   | Lukas Tulovic      | 1        |
| WithU GRT RNF MotoE Team   | 7   | Niccolò Canepa     | alle     |
| WithU GRT RNF MotoE Team   | 9   | Andrea Mantovani   | 2–3      |
| WithU GRT RNF MotoE Team   | 17  | Bradley Smith      | 4–6      |

| Legende         |
| --------------- |
| Stammfahrer     |
| Wildcard-Fahrer |
| Ersatzfahrer    |

### Rennergebnisse
| # | Datum  | Rennen            | Strecke   | Platz 1            | Platz 2            | Platz 3            | Pole-Position      | Schn. Rennrunde    | Gesamtführung      |
| - | ------ | ----------------- | --------- | ------------------ | ------------------ | ------------------ | ------------------ | ------------------ | ------------------ |
| 1 | 30.04. | GP von Spanien    | Jerez     | Eric Granado       | Dominique Aegerter | Matteo Ferrari     | Miquel Pons        | Héctor Garzó       | Eric Granado       |
| 1 | 01.05. | GP von Spanien    | Jerez     | Eric Granado       | Miquel Pons        | Mattia Casadei     | Miquel Pons        | Eric Granado       | Eric Granado       |
| 2 | 14.05. | GP von Frankreich | Le Mans   | Mattia Casadei     | Dominique Aegerter | Hikari Okubo       | Mattia Casadei     | Mattia Casadei     | Eric Granado       |
| 2 | 15.05. | GP von Frankreich | Le Mans   | Dominique Aegerter | Mattia Casadei     | Niccolò Canepa     | Mattia Casadei     | Andrea Mantovani   | Dominique Aegerter |
| 3 | 28.05. | GP von Italien    | Mugello   | Dominique Aegerter | Matteo Ferrari     | Eric Granado       | Dominique Aegerter | Dominique Aegerter | Dominique Aegerter |
| 3 | 29.05. | GP von Italien    | Mugello   | Matteo Ferrari     | Dominique Aegerter | Miquel Pons        | Dominique Aegerter | Dominique Aegerter | Dominique Aegerter |
| 4 | 25.06. | Dutch TT          | Assen     | Dominique Aegerter | Eric Granado       | Mattia Casadei     | Dominique Aegerter | Eric Granado       | Dominique Aegerter |
| 4 | 26.06. | Dutch TT          | Assen     | Eric Granado       | Dominique Aegerter | Mattia Casadei     | Dominique Aegerter | Eric Granado       | Dominique Aegerter |
| 5 | 20.08. | GP von Österreich | Spielberg | Eric Granado       | Dominique Aegerter | Miquel Pons        | Eric Granado       | Eric Granado       | Dominique Aegerter |
| 5 | 21.08. | GP von Österreich | Spielberg | Eric Granado       | Miquel Pons        | Dominique Aegerter | Eric Granado       | Miquel Pons        | Dominique Aegerter |
| 6 | 03.09. | GP von San Marino | Misano    | Mattia Casadei     | Dominique Aegerter | Matteo Ferrari     | Dominique Aegerter | Matteo Ferrari     | Dominique Aegerter |
| 6 | 04.09. | GP von San Marino | Misano    | Matteo Ferrari     | Mattia Casadei     | Eric Granado       | Dominique Aegerter | Matteo Ferrari     | Dominique Aegerter |

### Fahrerwertung
| Pos. | Fahrer             | ESP | ESP | FRA | FRA | ITA | ITA | NED | NED | AUT | AUT | SMR | SMR | Gesamt- punkte |
| ---- | ------------------ | --- | --- | --- | --- | --- | --- | --- | --- | --- | --- | --- | --- | -------------- |
| 1    | Dominique Aegerter | 2   | 4   | 2   | 1   | 1   | 2   | 1   | 2   | 2   | 3   | 2   | 4   | 227            |
| 2    | Eric Granado       | 1   | 1   | 7   | 5   | 3   | 8   | 2   | 1   | 1   | 1   | 17  | 3   | 192,5          |
| 3    | Matteo Ferrari     | 3   | 5   | 4   | 7   | 2   | 1   | 4   | 4   | 14  | 9   | 3   | 1   | 162,5          |
| 4    | Mattia Casadei     | 17  | 3   | 1   | 2   | 4   | DNF | 3   | 3   | DNF | 4   | 1   | 2   | 156            |
| 5    | Miquel Pons        | 8   | 2   | 6   | 10  | 7   | 3   | 6   | DNF | 3   | 2   | DNF | 7   | 124            |
| 6    | Hikari Okubo       | 6   | 5   | 3   | 6   | 11  | DNF | 13  | 11  | 4   | 7   | 7   | 9   | 95,5           |
| 7    | Niccolò Canepa     | 11  | 9   | 8   | 3   | 6   | 6   | 7   | 5   | DNF | 12  | 6   | 6   | 94,5           |
| 8    | Héctor Garzó       | 4   | DNF | 5   | 8   | 9   | 10  | 5   | 10  | 5   | 8   | 10  | 14  | 86             |
| 9    | Alex Escrig        | 7   | 8   | 10  | 12  | 14  | 13  | 14  | 6   | 6   | 5   | 5   | 8   | 79             |
| 10   | Kevin Zannoni      | 12  | 13  | 16  | 4   | 8   | 5   | 10  | 9   | 7   | 13  | 11  | 10  | 71,5           |
| 11   | Jordi Torres       | 5   | 7   | DNF | DNS | INJ | INJ | 9   | 16  | 8   | 10  | 4   | 5   | 65             |
| 12   | Kevin Manfredi     | 13  | 10  | 13  | 16  | 10  | 9   | 11  | 7   | 10  | 11  | 8   | 11  | 58,5           |
| 13   | Marc Alcoba        | 9   | DNF | DNF | 9   | 5   | 7   | DNF | 13  | 12  | 15  | 13  | 13  | 46,5           |
| 14   | Xavi Forés         | 14  | 11  | 12  | 13  | 12  | 12  | 12  | 15  | 9   | DNS | 15  | 15  | 35,5           |
| 15   | Xavier Cardelús    | INJ | INJ | 11  | 14  | DNS | DNS |     |     | 13  | 6   | 9   | 12  | 31             |
| 16   | Andrea Mantovani   |     |     | 9   | 11  | DSQ | 4   |     |     |     |     |     |     | 25             |
| 17   | María Herrera      | 15  | 14  | 14  | 15  | 16  | 15  | 15  | 8   | 11  | 14  | 14  | DNF | 21             |
| 18   | Bradley Smith      |     |     |     |     |     |     | 8   | 17  | DNF | DNS | 12  | 16  | 12             |
| 19   | Lukas Tulovic      | 10  | 12  |     |     |     |     |     |     |     |     |     |     | 10             |
| 20   | Alessio Finello    | DNF | 15  | 15  | 17  | 13  | 14  | 16  | 12  | DNS | DNS | 16  | 17  | 9              |
| 21   | Massimo Roccoli    |     |     |     |     | 15  | 11  |     |     |     |     |     |     | 6              |
| 22   | Unai Orradre       |     |     |     |     |     |     | 17  | 14  |     |     |     |     | 1              |
| 23   | Yeray Ruiz         | 16  | DNF |     |     |     |     |     |     |     |     |     |     | 0              |
| Pos. | Fahrer             | ESP | ESP | FRA | FRA | CAT | CAT | NED | NED | AUT | AUT | SMR | SMR | Gesamt- punkte |

| Farbe         | Bedeutung                               |
| ------------- | --------------------------------------- |
| Gold          | Sieger                                  |
| Silber        | 2. Platz                                |
| Bronze        | 3. Platz                                |
| Grün          | Platzierung in den Punkten              |
| Blau          | Klassifiziert außerhalb der Punkteränge |
| Violett       | Rennen nicht beendet (DNF)              |
| Violett       | nicht klassifiziert (NC)                |
| Rot           | nicht qualifiziert (DNQ)                |
| Schwarz       | disqualifiziert (DSQ)                   |
| Weiß          | nicht am Start (DNS)                    |
| Weiß          | zurückgezogen (WD)                      |
| Weiß          | Rennen abgesagt (C)                     |
| ohne Farbe    | nicht am Training teilgenommen (DNP)    |
| ohne Farbe    | verletzt oder krank (INJ)               |
| ohne Farbe    | ausgeschlossen (EX)                     |
| ohne Farbe    | nicht erschienen (DNA)                  |
| fett          | Pole-Position                           |
| kursiv        | Schnellste Rennrunde                    |
| unterstrichen | WM-Führung                              |
| hochgestellt  | Platzierung im Sprintrennen             |